# 私立青岛中学

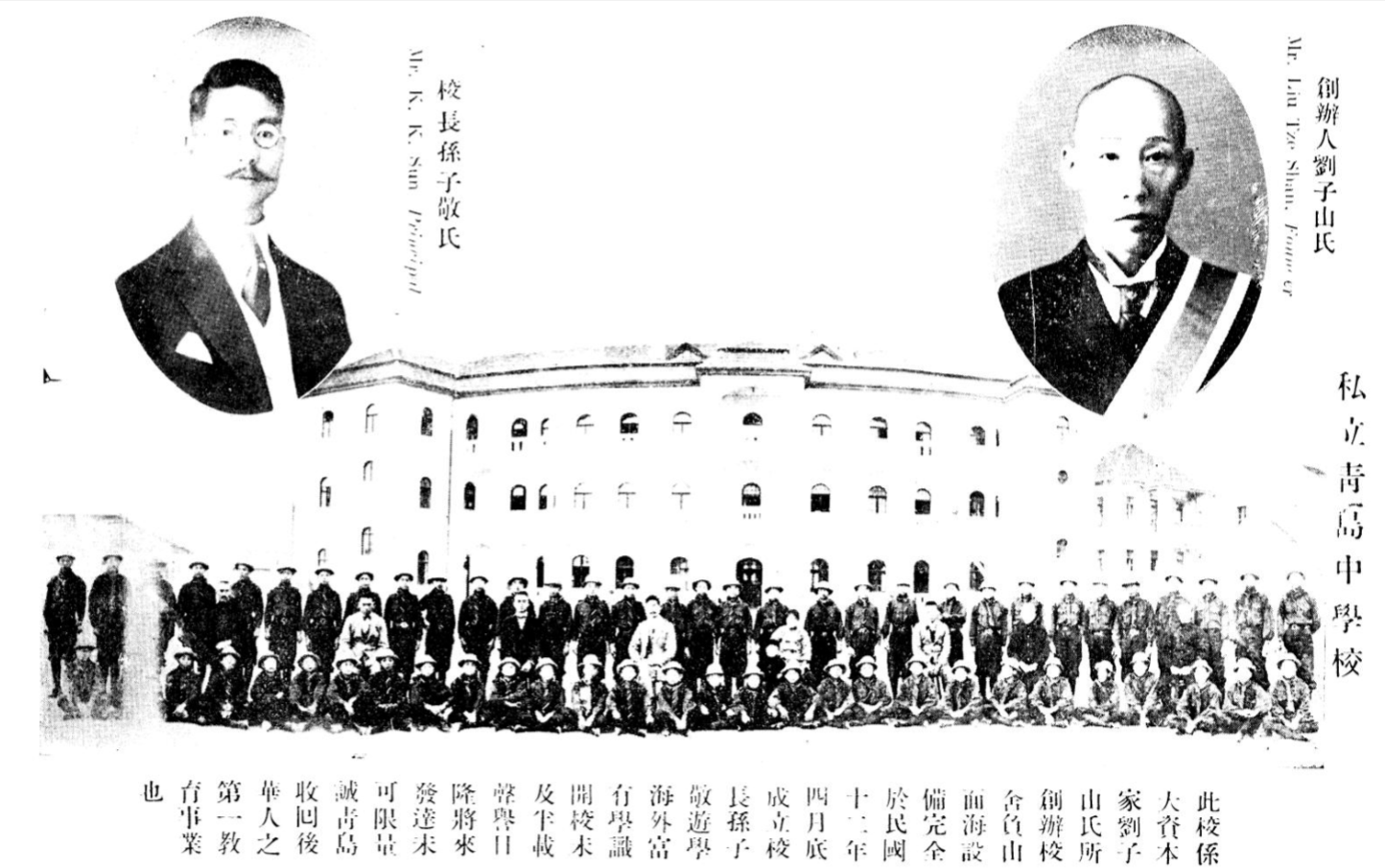
1924年《接收青岛纪念写真》对私立青岛中学的记载

私立青岛中学为青岛民国时期曾经存在的一所中学，原址位于中国山东省青岛市市南区太平路2号今青岛实验初级中学校址，为富商刘子山于1923年创办，是青岛市第一所由中国人创办、面向中国人招生的中学。

## 历史
1923年4月，山东掖县籍富商刘子山创办私立青岛中学，聘请青岛教育会长孙广钦（字子敬）为校长，以存于东莱银行的中国银行股票10万银元为学校基金，开办费用1万余元，每月经费1500元。10月21日举办开校典礼。开校之初有学生两个班共50人（一说为一个班40人，教职员6人），次年扩为4个班（一说招收4个班，全校学生近200人，教职员20余人）。规定招收学生年龄为11岁至17岁，学费每年120元。1924年，该校组建女校，招收年龄12岁至17岁的女生。
南开大学校长张伯苓曾应邀到该校演讲。女作家石评梅亦曾到访该校，并记述到：“青岛私立中学校，今年四月二十号开学，为刘子山先生所创办……校舍建于海滨，空气清鲜，风景优美，学生在此读书，诚不知几生修到？……学生皆一律着黑色制服，学生精神稍欠活泼，课堂内异常严肃……此校虽系初办，但职员皆异常热心。青岛中学，仅此一处，故我甚望该校日益发达！青岛教育，实利赖之。”1925年五卅运动期间，该校学生曾参与游行。
私立青岛中学消亡时间与原因尚不明确。1928年《胶澳志》称该校因刘子山与孙子敬意见龃龉而于1924年冬停办。或称1924年私立青岛大学创办时将该校接收为附属中学。亦有说法称刘子山虽参与私立青岛大学创办，但不同意接收私立青岛中学为附中，遂于1925年停办。而现存档案显示该校1924年后仍存在：1925年8月20日的《胶东新报》刊登《私立青岛中学校招收插班生广告》，1926年《青岛民言报》曾刊载私立青岛中学成立校友会的信息。

## 校舍

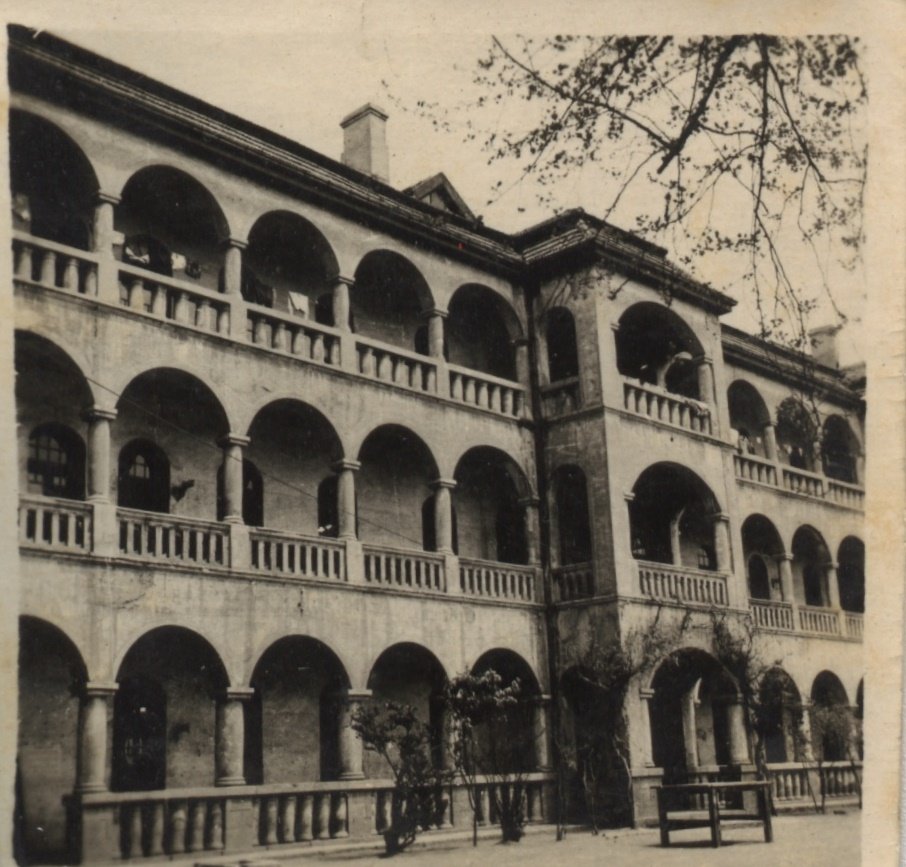
原私立青岛中学教学楼

私立青岛中学校舍位于太平路莱阳路路口，临近海滨。其校园为刘子山地产，有房屋约两栋，其中主教学楼竣工于1923年10月，砖石结构，平面呈“山”字形，楼高三层，红瓦折坡屋顶，正立面两翼向外凸出，中央设一塔楼，窗户顶部起拱券，外墙以条石装饰。设计者可能为刘子山的朋友、浙江上虞籍商人兼业余建筑师杨浩然。1930年，青岛市立女中迁至此处，1950年改名青岛第二中学。1993年，原私立青岛中学教学楼拆除。该校园现为青岛实验初中校址。
私立青岛中学曾租用校门对面的一片空地（大学路南端东侧）作为运动场，此处直至2000年代仍为青岛育才中学（今青岛实验初中）的运动场地。2010年用于地铁建设（现青岛地铁人民会堂站B、C口所在地）。